# 长柄羊蹄甲
长柄羊蹄甲（学名：Bauhinia longistipes）是豆科羊蹄甲属的植物，为中国的特有植物。分布在中国大陆的云南等地，生长于海拔1,320米的地区，见于江边河床阶地冲积土，目前尚未由人工引种栽培。